# Avellaneda (Spagna)
Avellaneda è un comune spagnolo di 35 abitanti situato nella comunità autonoma di Castiglia e León.